# Ultimate Fantastic Four
Ultimate Fantastic Four es una serie de cómics de superhéroes publicado por la editorial Marvel Comics. La serie de cómics es una moderna reimaginación del universo de Los 4 Fantásticos, ubicándose en una continuidad externa a la del universo Marvel conocida como Ultimate Marvel.
El equipo de Ultimate Fantastic Four existe junto a otros personajes de Marvel renovados con los títulos de Ultimate Marvel, como Ultimate Spider-Man, Ultimate X-Men y The Ultimates.
Mientras que los personajes pueden tener semejanza con sus contrapartes del Universo Marvel, difieren en muchos aspectos. El origen de sus poderes es diferente y el equipo es mucho más joven. La serie gira en torno a las aventuras de Reed Richards, Ben Grimm, y los hermanos Susan y Johnny Storm, que reciben superpoderes tras quedar envueltos en un experimento de teletransporte, que no funcionó. Reed puede estirarse, Susan proyectar campos de fuerza y se convierte en invisible, Johnny proyecta y se recubre en llamas y Ben es un rocoso gigante super fuerte. La serie tiene lugar en el Nueva York contemporáneo.
El título fue creado por Brian Michael Bendis, Mark Millar y Adam Kubert. La serie debutó a comienzos de 2004, y tuvo una programación de publicación mensual. El último número de la serie, el 60 fue publicado en el año 2009 y fue escrito por Joe Pokaski con dibujos de Tyler Kirkham. Se reveló en una entrevista que la historia continuará en Fantastic Four: Requiem.
En abril de 2014 se lanzó un nuevo volumen denominado Ultimate FF (donde "FF" significa "Future Foundation", no "Fantastic Four"), protagonizado por Invisible Woman, Iron Man, Falcon, Machine Man, Phil Coulson y Victor van Damme. El título fue escrito por Joshua Hale Fialkov y Stuart Moore, con arte de Mario Guevara, Tom Grummett y André Araújo. En agosto de 2014, con el lanzamiento del número 6, Ultimate FF fue oficialmente cancelado.

## Arcos argumentales
- The Fantastic (#1-6): Tras un experimento realizado por un joven Reed Richards, que afecta también a Ben Grimm, y a Sue y Johnny Storm, estos son reclutados por el gobierno. Tienen que combatir a Arthur Molokevic, un viejo profesor del Edificio Baxter, que fue expulsado por el Dr. Franklin Storm, y ahora vive en el submundo.
- Doom (#7-12): Reed y sus amigos deberán aprender a adaptarse a su nueva situación. Victor Van Damme, que también se vio afectado por el accidente, decide vengarse.
- N-Zone (#13-18): Gracias al transbordador espacial construido por Reed, Los 4 Fantásticos viajan a la Zona Negativa, un universo paralelo que está experimentando la muerte caliente, un estado entrópico que señala el final de ese universo. Nihil los sigue de regreso a la tierra, y muere luchando y tratando de hacerse cargo de la dimensión.
- Think Tank (#19-20): Los 4 Fantásticos son atacados y secuestrados por Rhona Burchill, una chica superdotada que no pasó la prueba de ingreso del Edificio Baxter. Después de una breve batalla Rhona escapa utilizando una especie de defensa de la duplicación holográfica. Sin saber que es Rhona, el equipo no tiene otra opción que dejarla ir. Más tarde, Reed recibe un contacto extraño de alguien que se parece extrañamente a él.
- Ultimate Fantastic Four Annual: Enter the Inhumans (#1): Johnny ve a Crystal y se enamora al instante. Ella ha huido de Attilan porque no quiere casarse con Máximus, hermano de Rayo Negro. Los 4 Fantásticos ayudan a evitar el matrimonio, y Crystal premia a Johnny con un beso antes de partir con los Inhumanos.
- Crossover (#21-23): Reed recibe el contacto de una versión de sí mismo de una dimensión alternativa. Después de cruzar, Reed descubre que ha sido engañado y que todo el mundo está infestado de zombis sedientos de sangre, en busca de su próxima comida. Al final con la ayuda de Magneto, el único mutante no infectado, vuelven a su universo, trayéndose consigo, a Los 4 Fantásticos Zombis.
- Tomb of Namor (#24-26): Con Los 4 Fantásticos Zombis encerrados, en una unidad de contención, Reed, Sue y Ben exploran la Atlántida en un batiscafo. Allí encuentran la que creen tumba de un príncipe atlente, y que resulta ser una prisión que abren, dejando libre a Namor. Namor, tras quedar enamorado de Sue, amenaza con inundar Nueva York si no recibe un beso de Sue como pago para no inundar la ciudad. Tras recibir el beso, huye a la Atlántida.
- President Thor (#27-29): Los Cuatro Fantásticos viajan en el tiempo en un intento de borrar el accidente que les dio sus poderes, sin querer, cambian la historia donde ahora Thor es el presidente de los Estados Unidos y todo el mundo tiene superpoderes, gracias a los Skrulls. Ben es el único humano normal, y viaja en el tiempo para que ocurra el accidente.
- Frightful (#30-32): A Johnny le queda una semana de vida y solo el Doctor Muerte le puede ayudar. Mientras tanto, Los 4 Fantásticos Zombis escapan de su contenedor. Ben pasa tiempo con Alicia, su nueva novia. Doom cura a Johnny a cambio de la conmutación de órganos con Reed. El Dr. Doom batalla con Los 4 Fantásticos Zombis y se exilia en el Universo Zombie, junto con el parásito retirado del cuerpo de Johnny, y acaba luchando contra el Galacti Zombie que acaba de obtener los poderes de Galactus con el resultado de la lucha desconocido.

- Ultimate Fantastic Four Annual (#2):
- God War (#33-38):
- Devils (#39-41):
- The Silver Surfer (#42-46):
- Ghosts (#47-49):
- Four Cubed (#50-53):
- Salem’s Seven (#54-57):
- Ultimatum (#58-60):

## Personajes

### Los 4 Fantásticos
- Reed Richards: Estudia en el edificio Baxter.
- Benjamin "Ben" Grimm: Amigo de la infancia de Reed.
- Susan "Sue" Storm: Hija mayor del profesor Franklin Storm. Estudia en el edificio Baxter.
- Johnny Storm: Hijo menor del profesor Franklin Storm. Estudia en el edificio Baxter.

### Aliados
- Dr. Franklin Storm: Director y profesor en el edificio Baxter.
- Dra. Mary Storm: Madre de Sue y Johnny. Invirtió 15 de su vida buscando la Atlántida.
- Alicia Masters: Novia de Ben. Es ciega. Estudiante de Escultura.

- Thaddeus E. "Thunderbolt" Ross: General del ejército de los Estados Unidos.
- Glenn Talbot: General del ejército de los Estados Unidos.
- Limpkin: Teniente del ejército de los Estados Unidos.

- Crystal: Una inhumana que se enamora de Johnny.

### Villanos
- Victor Van Damme: Descendiente de Vlad Drácula. Estudia en el edificio Baxter. En Copenhague crea "El Alojo", es la versión ultimate de Victor Von Doom.
- Dr. Arthur Molekevic "Hombre Topo": Profesor en el edificio Baxter. Tras ser expulsado de la escuela por crear unos seres inhumanos, vive en el subsuelo en los restos de una civilización antigua.
- Rhona Burchill: No fue aceptada para estudiar en el edificio Baxter.
- Nihil: Vive en la Zona-N.
- Namor: El último Atlante. Era un presidiario
- Super-Skrull: Líder de la raza alienígena Skrull.
- Los 4 Terribles: Son contrapartes de los fantastic four pero en zombis.Engañaron a reed para intentar comérselo junto al equipo.
- Los consoladores espaciales: Atacaron a susan y a reed y reed se ofreció para luchar con ellos pero en realidad se quedó a vivir con ellos

## En otros medios

### Película
La película de 2015 Los 4 Fantásticos se basó libremente en Ultimate Fantastic Four.

### Videojuegos
- La versión Ultimate de la Antorcha Humana aparece en todas las versiones de Ultimate Spider-Man excepto en Game Boy Advance.
- Los disfraces definitivos de Los 4 Fantásticos aparecen en Marvel: Ultimate Alliance y también en su secuela. El disfraz definitivo del Doctor Doom también aparece en el primer juego.
- Los trajes definitivos de Los 4 Fantásticos aparecen en Rise of the Silver Surfer.